# Muma Pădurii
La Muma Pădurii (pronunciació en romanès: [ˈMuma pəˈdurij]), en el folklore romanès, és una vella lletja i entremaliada o boja que viu al bosc (al cor dels boscos verges, en una cabana o un arbre vell). És el contrari de fades com ara Zână. També és la protectora dels animals i les plantes, per als quals elabora pocions i ajuda els animals ferits. Té cura el bosc, si s'està morint, i manté allunyats els intrusos, fent-los embogir i espantant-los.
Es pot associar a bruixes (com la bruixa de la història de Hänsel i Gretel), però és una «criatura» neutral, que només perjudica els qui fan mal al bosc.

## Etimologia
Muma Pădurii significa literalment «mare del bosc», tot i que mumă és una versió arcaica de mamă (mare), que té un toc de conte de fades per al lector romanès (una mica similar a l'ús dels pronoms arcaics com thou i thy en anglès). Algunes altres paraules d'aquest tipus, típicament protagonistes dels contes populars, tenen aquest efecte.

## Característiques
Muma Pădurii és un esperit del bosc en el cos d'una dona molt lletja i vella. De vegades té la capacitat de canviar de forma. Viu en una caseta fosca, terrible i amagada.
Es creu que ataca els nens i per això s'utilitzen una gran varietat d'encanteris (descântece en romanès) contra ella.
Aquesta (madrastra) mare del bosc segresta nens petits i els esclavitza. En una història popular, en algun moment, intenta bullir una nena viva en una sopa. No obstant això, el germà de la petita és més astut que Muma Pădurii i empeny la dona-monstre al forn, de manera similar a la història de Hänsel i Gretel. La història acaba amb una nota feliç quan tots els nens són lliures de tornar amb els seus pares.

## En la cultura moderna
En lloc de dir «és lletja», a Romania de vegades es diu sembla «Muma Pădurii».